# Джигурда Руслан Борисович
Руслан Борисович Джигурда (нар. 18 травня 1969, Київ) — український шансоньє, артист естради, виконавець пісень. Брат Нікіти Джигурди та Сергія Джигурди.

## Біографія
Руслан Джигурда і його брати Нікіта Джигурда, Сергій Джигурда виросли в різних сім'ях, споріднена лінія по їхньому батькові Джигурді Борису Івановичу. 
З 1990 по 1991 рік Руслан працював у театрі студії «КнАм» міста Комсомольськ-на-Амурі. 
У 1993 році, Руслан закінчив Київський ліцей естрадно-циркового мистецтва за фахом, артист естради (розмовний, вокальний жанри). 
По закінченню навчання Руслан з колективом «Казино сміху» (створеним в період навчання) був запрошений на роботу у Могильовську обласну філармонію республіки Білорусь, де пропрацював до 1998 року. За цей час колектив «Казино сміху» відпрацював понад 1000 концертів, як з дитячою програмою, так і для дорослих. Паралельно Руслан співпрацював з дочірньою газетою «Рожевий слон» від газети «Київські відомості». Спільно з газетою «Рожевий слон» та колективом «Казино сміху», організовували дитячі концерти в центральних залах Києва. Як досвідчений колектив, працювали з концертами по дитячим установам, включаючи школи, інтернати, будинки літніх людей. За час роботи з дітьми Руслан створив образ «Музичного жирафа», «Моряка Папая». 
З осені 1998 Руслан і колектив «Казино сміху», припинили роботу з дитячими шкільними концертами в Києві через мовний бар'єр. 
У 1999 році Руслан з «Казино сміху» і газетою «Рожевий слон» створюють дитячу телевізійну програму «Рожевий слон» на комерційному теле-каналі «Заграва». Після виходу кількох передач, проект був закритий. 
До кінця 1999 року , колектив «Казино сміху» розпадається.
Влітку 2000 року, Руслан починає співпрацювати з дитячим оздоровчим центром Ласпі, місто Севастополь, де періодично в літній час веде гурток з розвитку дитячої творчості, про що свідчить газета «Ласпінець» у статтях «Музыки свет» і «Каково быть братом знаменитости?».
З 2001 року, Руслан починає сольну кар'єру, як шансоньє, виступаючи на різних майданчиках України.
У 2003 році спільно із заслуженим артистом України Валерієм Дудником і режисером-продюсером Володимиром Шевчуком, випускають поетичну вистава — «Знайомий ваш, Сергій Єсенін». Написавши музику до кількох віршів Єсеніна з цього спектаклю, Руслан починає роботу над альбомом «Союз друзів», на вірші А. Ахматової, С. Єсеніна, М. Лермонтова, І. Анненського, О. Теліги, П. Беранже. 
З 2003 року співпрацює з молодіжним клубом «Дискусія табу», беручи участь у благодійних заходах, концертах. 
У 2007 році Пітерський журнал «Поза законом», опублікував ексклюзивне інтерв'ю з Русланом в рубриці Зірки шансону — «У каждого своя дорога».
Навесні 2009 року, Руслан організовує і проводить свій ювілейний концерт — «Зустріч з друзями 4:0», серед гостей — народний артист України Олег Гаврилюк. У 2011 р, Руслан знявся в телевізійному проекті «Сімейні драми» каналу «1 + 1». 
Навесні 2012 року Руслан проводить свою творчу зустріч «Спасибі, що ми є» в залі «Будинок актора» м.Київ, давши ексклюзивне інтерв'ю молодіжному клубу «Дискусія табу», для газети «Магістраль»
Влітку 2012 року був запрошений для зйомок у серіалі «Повернення Мухтара 2», восьмий сезон серії «Весь цей цирк». Де зіграв роль дресирувальника ведмедів, Євгена Лаврова.
Влітку 2014 року Руслан виступив з концертом у місті Комсомольськ-на-Амурі на сцені Театру "КнАм" з якого в 1991 році і почався його творчий шлях. Зустріч з артистами театру і режисером Тетяною Фроловою сталася через майже 25 років.

## Дискографія
- 2002 — «Казка»
- 2004 — «Союз друзів»
- 2009 — «Скриня»
- 2012 — «Спасибі, що ми є»